# دييغو براغيري
دييغو براغيري (23 فبراير 1987 في الأرجنتين - ) هو لاعب كرة قدم إيطالي وأرجنتيني في مركز الدفاع. لعب مع أتلتيكو ناسيونال وأرسنال ساراندي وروزاريو سنترال ونادي لانوس.

## روابط خارجية
- دييغو براغيري على موقع إي إس بي إن إف سي (الإنجليزية)
- دييغو براغيري على موقع قاعدة بيانات كرة القدم.إي يو (الإنجليزية)
- دييغو براغيري على موقع Soccerway.com (الإنجليزية)
- دييغو براغيري على موقع عالم كرة القدم.نت (الإنجليزية)